# Meilė Lukšienė
Meilutė Julija Lukšienė–Matjošaitytė (ur. 20 sierpnia 1913 w Wiedniu, zm. 16 października 2009 w Wilnie) – litewska historyczka kultury, literaturoznawca, pedagożka, członkini założycielka partii Sąjūdis, profesor Uniwersytetu Witolda Wielkiego w Kownie.

## Życiorys
Pochodziła z rodziny aktywnej w kulturze litewskiej. Ojciec Stasys Matijošaitis był pedagogiem, dziennikarzem i literatem. Matka Julija Biliūnienė lekarzem i działaczką społeczną i polityczną. Jej mąż Kazimieras Lukša był ekonomistą, bankowcem i wykładowcą. 

## Kariera zawodowa
W latach 1924–1931 ukończyła Gimnazjum im. Witolda Wielkiego w Wilnie. Następnie w latach 1931–1938 studiowała lituanistykę na Uniwersytet Witolda Wielkiego w Kownie. Po studiach początkowo pracowała jako nauczycielka. W 1944 została asystentką na Uniwersytecie w Kownie, 1949–1959 wykładowcą Uniwersytetu Wileńskiego, a od 1951 kierownikiem katedry literatury litewskiej. Z powodu oskarżeń o nacjonalizm i poglądy antyradzieckie została zwolniona w 1958 i pozbawiona możliwości pracy naukowej w dziedzinie literatury. W latach 1959–1997 pracowniczka naukowa Instytutu Pedagogicznego. W 1988 została wybrana członkiem grupy inicjatywnej nowego Litewskiego Ruchu Reform Sąjūdis, który doprowadził do niepodległości Litwy w 1990. Była jednym z twórców koncepcji edukacji w niepodległym państwie. Zwracała uwagę na nowe zasady edukacji młodzieży: humanizm, demokrację i narodową tożsamość.

## Nagrody i odznaczenia
- 1994 – Krzyż Kawalerski Orderu Wielkiego Księcia Giedymina
- 2003 – Wielkim Krzyże Komandorskim Orderu Witolda Wielkiego
- 2004 – medal UNESCO Jana Amosa Comeniusa za wkład w naukowe i praktyczne wykorzystanie edukacji jako podstawy tworzenia państwa.
- 2007 – honorowa nagroda MinisterstwaSzkolnictwa i Nauki